# モセ・トゥイアリイ
モセ・トゥイアリイ（Mose Tuiali'i、1981年3月25日 - ）は、ニュージーランドの元ラグビーユニオン選手。現在ジャパンラグビーリーグワン静岡ブルーレヴズのスポットコーチを務めている。

## プロフィール
- ニュージーランド・オークランド出身。
- ポジションはナンバーエイト(No.8)、フランカー(FL)。
- 身長 193 cm、体重 112 kg
- ニュージーランド代表通算キャップ数は9。

## 略歴
ケルストンボーイズ高校卒業後、ノースランド、ブルーズ、オークランド、クルセイダーズ、カンタベリーを経て、2009年、ヤマハ発動機ジュビロに加入。同年11月29日に行われたジャパンラグビートップリーグ第8節のコカ・コーラウエストレッドスパークス戦に先発出場で日本での公式戦初出場を果たす。
2019年、現役を引退してヤマハ発動機のアシスタントコーチに就任した。